# Solenopsis hammari
Solenopsis hammari es una especie de hormiga del género Solenopsis, subfamilia Myrmicinae.